# Astrotheca sulphurea
Astrotheca sulphurea är en tvåhjärtbladig växtart som först beskrevs av Eduard Friedrich Poeppig och Endl., och fick sitt nu gällande namn av Vesque. Astrotheca sulphurea ingår i släktet Astrotheca och familjen Calophyllaceae. Inga underarter finns listade i Catalogue of Life.